# Yao Weili
Yao Weili (née le 6 mai 1968) est une athlète chinoise spécialiste du saut en longueur. 

## Carrière
Yao Weili est l’actuelle détentrice du record d’Asie du saut en longueur avec un bond à 7,01 m réalisé en 1993.

### Palmarès
| Année | Compétition         | Lieu      | Résultat | Performance |
| ----- | ------------------- | --------- | -------- | ----------- |
| 1993  | Championnats d’Asie | Manille   | 1re      | 6,73 m      |
| 1994  | Jeux asiatiques     | Hiroshima | 1re      | 6,91 m      |
| 1995  | Championnats d’Asie | Djakarta  | 2e       | 6,47 m      |

### Records
| Épreuve          | Performance | Lieu  | Date        |
| ---------------- | ----------- | ----- | ----------- |
| Saut en longueur | 7,01 m      | Jinan | 5 juin 1993 |